# Pierre Outteryck
Pierre Outteryck, né le 13 février 1951, est un historien et écrivain français. Il est professeur agrégé d’histoire et de géographie, et non-voyant.

## Biographie
Pierre Outteryck naît le 13 février 1951,. Il est non-voyant,.
Il arrive dans le Nord en 1976 à Hautmont, où il est professeur d'histoire et de géographie. Il est membre du Parti communiste français.
Il écrit des livres sur le monde ouvrier, ses luttes, sur Achille Blondeau, Martha Desrumaux, l'usine Arbel,.

## Œuvres
- Alfred Dubois et Pierre Outteryck, Willy Dubois (15 juillet 1912 - 17 janvier 1945) : Un militant antifasciste de chez nous, Centre de documentation et de recherche d'histoire sociale en Sambre-Avesnois, 1982, 67 p. (ISBN 979-10-95824-00-8, BNF 44477102).
- Daniel Debruyne et Pierre Outteryck, Les 93 de Maubeuge, Lille, 1986, 40 p..
- Pierre Outteryck, Mémoires cheminotes en Nord-Pas-de-Calais : Cheminots et chemins de fer du Nord, 1938-1948, Liévin, Repères et mémoire du monde du travail, 1995, 124 p. (BNF 36152539).
- Pierre Outteryck et Pierre Devin (ill. Pierre Devin), Parcours de femmes, Secours populaire français, 1999, 34 p. (ISBN 978-2-904538-63-6).
- Pascal Bavencove et Pierre Outteryck, Salut camarade : Paul Lafargue, passeur de la pensée Marx, Geai Bleu Éditions, 15 octobre 2002 (ISBN 978-2-914670-60-9, BNF 42565293).
- Gérard Dumont et Pierre Outteryck, Broutchoux : Et marchons sur la tête des rois !, Geai Bleu Éditions, 2003, 88 p. (ISBN 978-2-914670-07-4).
- Pierre Outteryck (préf. Maryse Dumas), Martha Desrumaux : Une femme du Nord, ouvrière, syndicaliste, déportée, féministe, Geai Bleu Éditions, octobre 2006, 251 p. (ISBN 978-2-914670-52-4).
- Pierre Outteryck (préf. François Duteil), Achille Blondeau : Mineur, résistant, déporté, syndicaliste, Lille, Geai Bleu Éditions, 2008, 238 p. (ISBN 978-2-914670-35-7).
- Pierre Outteryck (préf. Alain Berteaux), Fourmies, éclats d'aubépines... : Fusillade du 1er mai 1891, Geai Bleu Éditions, mars 2011, 191 p. (ISBN 978-2-914670-57-9).
- Pierre Outteryck (préf. Alain Bocquet), Au camarade maire Joseph Hentgès : Ouvrier communiste résistant, Geai Bleu Éditions, 3 avril 2012, 52 p. (ISBN 978-2-914670-61-6).
- Pierre Outteryck, Hélène et Alain Stern : Les Métallos et l'anticipation sociale, Geai Bleu Éditions, 2012, 232 p. (ISBN 978-2-914670-63-0).
- Pierre Outteryck (préf. Julien Lauprêtre), Mon destin : Ne pas être aveugle, Geai Bleu Éditions, 2013, 55 p. (ISBN 978-2-914670-69-2).
- Pascal Bavencove et Pierre Outteryck, Cent ans de luttes : Et demain, Geai Bleu Éditions, 2013, 222 p. (ISBN 978-2-914670-67-8).
- Pascal Bavencove et Pierre Outteryck, Au rythme des luttes : Un siècle de mobilisation avec l'Union départementale CGT du Pas-de-Calais, Geai Bleu Éditions, 2014, 31 p. (ISBN 978-2-914670-70-8).
- Laurence Dubois et Pierre Outteryck, Résistances à Auby : Un jour dans notre vie le printemps refleurira, Geai Bleu Éditions, 2014, 142 p. (ISBN 978-2-914670-71-5).
- Pierre Outteryck (préf. Philippe Martinez), Jean-Pierre Timbaud : Métallo & résistant, Geai Bleu Éditions, août 2014, 192 p. (ISBN 978-2-914670-72-2).
- Pierre Outteryck, D'Avion à Sachsenhausen : Pour que cela ne se reproduise plus, Geai Bleu Éditions, mai 2015, 140 p. (ISBN 978-2-914670-75-3).
- Pierre Outteryck, Célestin Leduc : Ce métallo qui ne lâchait rien !, Geai Bleu Éditions, 2015, 86 p. (ISBN 978-2-914670-78-4).
- Pierre Outteryck, Je suis Martha Desrumaux, les nazis ne m'ont pas eue, Geai Bleu Éditions, 2016, 106 p. (ISBN 978-2-914670-94-4).
- Pierre Outteryck (préf. Jean-Jacques Candelier, postface François Duteil et Dominique Ben), Henri Martel : Un mineur syndicaliste élu du peuple, Lille, Geai Bleu Éditions, 2016, 251 p. (ISBN 978-2-914670-82-1).
- Bernard Briez et Pierre Outteryck, Auby-Czeladz : 40 ans d'amitié franco-polonaise, Geai Bleu Éditions, 2016, 119 p. (ISBN 978-2-914670-84-5).
- Philippe Nalewajek et Pierre Outteryck, Arbel : 120 ans ... et l'histoire continue !, Geai Bleu Éditions, 2018, 207 p. (ISBN 978-2-914670-87-6).